# バースカラ・マッラ

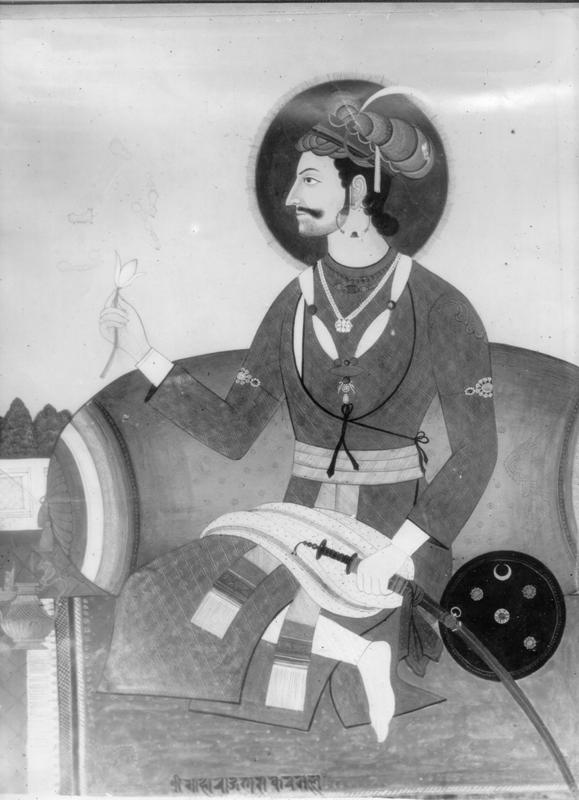
バースカラ・マッラ

バースカラ・マッラ（Bhaskara Malla, 生年不詳 - 1722年）は、ネパール、カトマンズ・マッラ朝の君主（在位：1700年 - 1722年）。

## 生涯
カトマンズ王ブーパーレーンドラ・マッラの息子として生まれる。
1700年、父ブーパーレーンドラが死亡したことにより即位。
1717年、パタン王リッディナラシンハ・マッラが死亡し、パタン・マッラ朝の王統が途絶えると、バースカラが「マヒーンドラシンハ・マッラ」の名でパタン王を兼ねることとなった。
1722年、バースカラは死亡した。嫡子がなかったため、プラターパ・マッラの息子マヒーパテーンドラ・マッラの外孫ジャガッジャヤ・マッラが王位を継承した。